# Ípeiros (vùng)
Ípeiros hay Epirus (tiếng Hy Lạp: Ήπειρος, Ípeiros), tên chính thức là Vùng Ípeiros (Περιφέρεια Ηπείρου, Periféria Ipeírou), là một vùng địa lý và hành chính và ở tây bắc Hy Lạp. Vùng này giáp với Tây Makedonía và Thessalía ở phía đông, Tây Hy Lạp ở phía nam, biển Ionia và quần đảo Ionia ở phía tây và các hạt Korçë, Gjirokastër và Vlorë của Albania ở phía bắc. Vùng có diện tích khoảng 9.200 km2 (3.600 dặm vuông Anh). Đây là một phần của vùng lịch sử Ípeiros rộng hơn, nằm chống lên Albania và Hy Lạp hiện đại song chủ yếu nằm trên lãnh thổ Hy Lạp.

## Địa lý

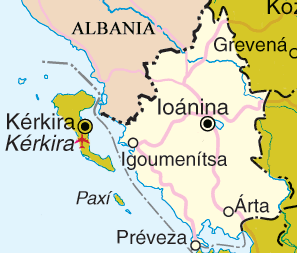
Bản đồ chi tiết Epirus.

Ípeiros thuộc Hy Lạp có địa hình gồ ghề và đồi núi. Vùng bao gồm các phần đất của người Molossia và người Thesprotia cổ đại và một phần đất nhỏ của người Chaonia mà phần lớn hơn nằm ở miền Nam Albania ngày nay. Phần lớn lãnh thổ của vùng là các dãy núi, cùng là một phần của chuỗi dãy núi Dinaric Alps. Điểm cao nhất của vùng nằm trên núi Smolikas, có cao độ 2.637 mét trên mực nước biển. Ở phía đông, dãy núi Pindus tạo thành xương sống của Hy Lạp đại lục tách Ípeiros khỏi Makedonía và Thessalía. Hầu hết Ípeiros nằm trên sườn đón gió của Pindus. Gió từ biển Ionia mang đến cho vùng một lượng mưa lớn hơn bất kỳ khu vực nào khác tại Hy Lạp.

## Sinh thái
Các vườn quốc gia Vikos-Aoos và Pindus thuộc Ioannina của vùng. Cả hai khu vực đều có phong cảnh đẹp cũng như có nhiều loại động thực vật. Khí hậu Ípeiros chủ yếu là núi cao. Thảm thực vật chủ yếu là các loại cây lá kim. Đời sống động vật tại vùng đặc biệt phong phú và bao gồm nhiều loài khác nhau như gấu, chó sói, cáo hươu, linh miêu.

## Chính quyền
Ípeiros được phân thành bốn đơn vị trực thuộc vùng (trước đây gọi là Quận, nomoi), được chia tiếp thành các khu tự quản (dimoi). Các đơn vị thuộc vùng là: Thesprotia, Ioannina, Arta và Preveza.

Phân cấp hành chính của vùng Ípeiros ở cấp khu tự quản. Màu vàng là đơn vị cấp vùng Thesprotia, màu đỏ là Ioannina, màu lam là Preveza và màu lục là Arta

Từ tháng 1 năm 2011, theo các cải cách trong chương trình Kallikratis, các quận bị bãi bỏ và bị thay thế bằng các đơn vị thuộc vùng. Các khu tự quản và cộng đồng cũ bị tái cấu trúc thành 18 khu tự quản mới.
| Khu tự quản          | Dân số | Trụ sở        |
| -------------------- | ------ | ------------- |
| Ioannina             | 97.657 | Ioannina      |
| Konitsa              | 9.294  | Konitsa       |
| Pogoni               | 11.092 | Kalpaki       |
| Zagori               | 6.032  | Asprangeli    |
| Metsovo              | 7.835  | Metsovo       |
| Zitsa                | 17.293 | Eleousa       |
| North Tzoumerka      | 7.097  | Pramanta      |
| Dodoni               | 13,939 | Agia Kyriaki  |
| Arta                 | 41.814 | Arta          |
| Trung Tzoumerka      | 12.069 | Vourgareli    |
| Nikolaos Skoufas     | 15.235 | Peta          |
| Georgios Karaiskakis | 9.016  | Ano Kalentini |
| Preveza              | 27.684 | Preveza       |
| Ziros                | 16.494 | Filippiada    |
| Parga                | 12.944 | Kanallaki     |
| Igoumenitsa          | 24.692 | Igoumenitsa   |
| Souli                | 10.951 | Paramythia    |
| Filiates             | 10.448 | Filiates      |

## Thành phố
- Arta
- Igoumenitsa
- Ioannina
- Konitsa
- Metsovo
- Paramythia
- Parga
- Preveza
- Syvota

## Kinh tế
Epirus có ít tài nguyên và địa hình gồ ghề khiến cho việc canh tác nôn nghiệp gặp khó khăn. Nuôi cừu và dê luôn là các hoạt động quan trọng trong vùng (Epirus cung cấp trên 45% thịt cho thị trường Hy Lạp) song dường như lĩnh vực này đang suy giảm trong những năm trở lại đây. Cây thuốc lá được trồng quanh Ioannina, và tại đây cũng có một số hoạt động trồng trọt và đánh cá, song hầu hết thực phẩm của vùng đều được nhập từ các vùng màu mỡ hơn của Hy Lạp. Epirus là nơi có nhiều nhãn hàng bơ sữa nổi tiếng trong nước. Một lĩnh vực kinh tế quan trọng khác là du lịch, đặc biệt là du lịch sinh thái..

## Nhân khẩu
Có khoảng 350.000 sinh sống tại Epirus. Theo điều tra năm 2001, đây là vùng có dân số thấp nhất trong tổng số 13 vùng của Hy Lạp. Điều này một phần là do tác động của các cuộc chiến tranh liên miên trong thế kỷ 20 cũng như việc người dân địa phương xuất cư do các bất lợi về kinh tế. Thủ phủ và thành phố lớn nhất của vùng là Ioannina, có khoảng một phần ba dân cư của vùng sống tại đây. Đa phần cư dân là người Hy Lạp, bao gồm cả người Aromania.
Phân định biên giới giữa Hy Lạp và Albania năm 1913 đã dẫn đến việc có một số làng của người Albania nằm ở bên phía Hy Lạp, và một số làng và thành phố của người Hy Lạp nằm bên phía Albania và được gọi là Bắc Epirus). Vùng ven biển của vùng tại Thesprotia từng có một thiểu số người Albania trong quá khứ bên cạnh dân Hy Lạp đa số. Theo nghiên cứu của một nhà dân tộc học người Romania vào năm, tiếng Albania bản địa đã biến mất nhanh chóng.